# Вътрешна македонска революционна организация (обединена)
Вижте пояснителната страница за други значения на ВМРО.
Вътрешната македонска революционна организация (обединена), известна в марксистката историография като ВМРО (прогресивна), е българска политическа организация с лява идеология. Част от членовете ѝ приемат и идеите на македонизма, а след 1944 година участват в управлението на СР Македония.

## Предистория
На 9 април 1924 година във Виена представителите на ВМРО Петър Чаулев и Димитър Влахов, на СССР и Коминтерна Соломон Голдщайн (Черски), на БКП Никола Харлаков и Филип Атанасов от Македонската федеративна организация подписват декларация за сътрудничество. На 30 април ЦК на ВМРО и ЦК на МФО подписват и протокол за обединение на македонското революционна движение. В него се декларира, че двете организации се помиряват и се ориентират към създаване на единен балкански фронт и към сътрудничество с балканските компартии и СССР. ЦК на ВМРО решава да оповести чрез манифест за станалото помирение и принципите, на които то се основава. Така на 6 май 1924 година е подписан Майският манифест. На 5 юни обаче става ясно, че Тодор Александров, който е подложен на силен натиск, се готви да се откаже от подписа си под него. Това води до тежък конфликт в Централния комитет на ВМРО, като Чаулев и Влахов държат на документа, а генерал Протогеров е с неясна позиция. След публикуването на Манифеста от Влахов във Виена последва грандиозен скандал, като Протогеров, който е генерал и член на Военната лига е заплашен дори с физическа разправа. В резултат двамата с Александров оттеглят подписите си на 1 август 1924 година.
При тази ситуация група активисти начело с Алеко Василев и Георги Атанасов, организират заговор срещу Тодор Александров. Убийството на Александров и последвалите акции на отмъщение от страна на десницата окончателно разцепват освободителното движение. Новият ръководител на организацията Иван Михайлов налага еднолично управление и прекъсва връзките с левите. Той организира убийствата на договорилите манифеста Петър Чаулев и Тодор Паница, а по-късно и на генерал Протогеров. За да се спаси Влахов остава в Западна Европа. На основата на принципите на Майския манифест през октомври 1925 година във Виена Димитър Влахов, който вече е изключен от ВМРО, заедно с други дейци на лявото крило, организира учредяването на ВМРО (обединена). Постепенно, идеите на организацията еволюират в съответствие с тези на Коминтерна и БКП.

## Създаване
След подписването на Майския манифест Тодор Паница се прехвърля от Виена за Солун и Атина, със задачи поставени от Балканския революционен център ръководен от Георги Димитров, за да разгърне дейност сред гръцките комунисти от Егейска Македония. Тодор Паница и Ризо Ризов посредством Панко Брашнаров създават Временен инициативен комитет във Велес, който чрез българските емигранти в Ниш започва издаването на вестник „Федерасион Балканик“. Установяват се контакти и с Щип, Скопие, Прилеп.
ВМРО (обединена) е създадена от 16 леви дейци, предимно от областта Македония, между които Димитър Влахов – представител на левицата във ВМРО, Ризо Ризов – представител на няколко революционни групи във Вардарска Македония, създадени на базата на Майския манифест, Георги Занков – представител на Илинденската организация, Христо Янков – представител на Егейска Македония и емиграцията в България, Павел Шатев – представител на братствата в България и емиграцията в Турция, Владимир Поптомов – представител на Пиринска Македония, Михаил Герджиков, Тодор Паница и Панко Брашнаров във Виена през октомври 1925 година. Заседанията са открити от съветския представител, българския евреин Соломон Голдщайн (Черски), който очертава задачите на конференцията – обединение на всички течения в македонското движение на базата на Майския манифест и уточняване на отношенията с групата на Паница и с автономистката ВМРО. Прието е името ВМРО (обединена).
В първоизбрания ЦК влизат Димитър Влахов, Панко Брашнаров, Христо Янков, Георги Занков, а по-късно и Димитър Арнаудов, а за кандидат-членове на ЦК са избрани Владимир Поптомов, Павел Шатев и Ризо Ризов.
Ръководи се от принципите, залегнали в Майския манифест на ВМРО от 1924 година, за независима Македония в рамките на географските и икономическите и граници, а също и за обща Балканска федерация. В нея членуват представители от бившите Народна федеративна партия (или Сярска група), Емигрантски комунистически съюз, Македонска федеративна организация, както и от Илинденската организация.
Централният комитет на организацията има за седалище Виена, а от 1929 година Берлин. Дейността ѝ е направлявана пряко от Балкански федеративен център на Коминтерна, начело с Георги Димитров. Изградени са мрежи в трите дяла на областта Македония, попадащи в България, Кралство Югославия и Гърция, които се ръководят от областни комитети начело със секретар.

## Дейност
Още със самото си създаване ВМРО (обединена) се разграничава от федералистката организация на Кочо Хаджириндов (Риндов), д-р Филип Атанасов, Коста Терзиев, Славе Иванов издаваща вестник „Македонско съзнание“.
От януари 1926 година „Македонско дело“ е официален орган на ВМРО (обединена). Назначена е редакционна комисия в състав Димитър Влахов, Павел Шатев и Владимир Поптомов а от 22 август 1927 година в нея влизат Влахов, Ризов, Занков и Поптомов. През октомври 1926 година е формирана и организационна комисия, в която влизат Занков, Янков и Поптомов. Комисията трябва да разработи план за дейността и финансовия бюджет. Представителят на Сярската група Арнаудов заема мястото си в ЦК едва през октомври 1927 година, но практически не участва в дейността на организацията. През август 1927 година е създаден и Секретариат на ЦК, в който влизат Арнаудов, Шатев, Янков и Поптомов, и който трябва да облекчи единствения секретар дотогава – Поптомов.
Според Тодор Зографски Областният комитет за Вардарска Македония е конституиран през октомври 1926 година, преди заминаването му за Виена, и в него влизат Коце Ванов, Здравко Хаджиангелов, Тодор Зографски, Лазар Плавев и Димитър Зографски. Според Тодор Зографски дотогава функциите на областен комитет са изпълнявани от Инициативния комитет от 1924 година в състав Ризо Ризов, Димитър Зографски, Тодор Зографски и Панко Брашнаров. В доклада на Брашнаров обаче пред Централния комитет на ВМРО (обединена) от май 1926 година се казва, че през март е проведена областна конференция и е избран областен комитет. След завръщането на Зографски от Виена е окончателно определен състава на областния комитет - Тодор Зографски секретар, Димитър Зографски отговорник за Брегалнишко, Плавев отговорник за Скопие и Куманово, Хаджиангелов отговорник за Битолско и К. Иванов.
На 16 август 1926 година югославските власти нанасят първия голям удар на новата организация, като във Велес са Панко Брашнаров, Бане Андреев, Иван Джипунов, Б. Къдрев, Н. Кръстев, Б. Здравев. У тях са намерени броеве от „Македонско дело“. След дълго следствие Брашнаров и Къдрев са осъдни по Закона за защита на държавата, а останалите са освободени. Осъждането на Брашнаров отстранява от Организацията един от най-дейните ѝ и инициативни ръководители.
На 19 януари 1928 година по настояване на съветските органи, които срещат затруднения за работата си във Виена, ЦК решава да премести седалището си в Берлин.
ВМРО (обединена) се опитва да създаде база в Албания, от която да се действа в Егейска Македония. Това е възложено на Лазар Поповски и на Христо Цветков, а по-късно с нея се заема Георги Занков, но не са постигнати никакви успехи, тъй като Цветков и Поповски са всъщност сръбски агенти. По-сериозни успехи Обединената постига сред 3000-ната българска колония в Цариград, където разчита на здравите връзки на БКП срещу противодействието на властите и ВМРО. В 1926 година в Цариград пристига Павел Шатев, който се опитва да създаде комитет на организацията под маската на младежко спортно дружество „Гоце Делчев“, но този опит е провален от дейци на ВМРО. В 1927 година е направен опит за овладяване на благотворителното дружество „Подкрепа“, но опозиционната листа е провалена. През втората половина на 1927 година организацията успява да създаде комитет в града на базата на Майския манифест от антиавтономистки дейци. Най-активните дейци на ВМРО (обединена) в Цариград са К. Петков, В. Христов, Ат. Хаджиниколов.
Чрез Христо Янков ВМРО (обединена) установява контакти с парижките федералисти около Йордан Анастасов, Милан Грашев и В. Антонов, наричащи се Временен секретариат на Македонската федеративна организация. След дълги преговори, в които федералистите искат изменения на устава и представителство в ЦК, на 15 юли 1928 г. е подписан обединителен протокол и Анастасов става техен представител в ЦК в Берлин.
В същата 1928 година Обединената привлича и друг остатък от федеративната организация – групата около Филип Атанасов и Славе Иванов във Виена. Димитър Влахов и Владимир Поптомов правят проблеми за привличането им, тъй като смятат, че ще увеличат тежестта на националреволюционното крило в организацията срещу тази на комунистическото, но в крайна сметка след застъпничеството на Коминтерна, Балканската комунистическа федерация, Занков и Шатев на 12 юли 1928 година Атанасов е приет във ВМРО (обединена).
В 1929 година са арестувани и на голям процес в 1930 година са осъдени Лазар Плавев, Тодор Зографски, Панко Брашнаров и други от водачите на ВМРО (обединена) и на практика това слага край на дейността на Организацията във Вардарска Македония. Балканската комунистическа федерация, която също вече е много слава, прави опит да я съживи, но не успява. В 1934 година Югославската комунистическа партия официално обявява ВМРО (обединена) за разтурена.
През есента на 1931 година в Бургас е учреден нелегален окръжен комитет на организацията от Христо Лъджев, секретар, Георги Лъджев, Ганчо Давчев. През 1933 – 1935 година секретари на ВМРО (обединена) в Бургас са Георги Давчев, Д. Ковачев и Лазар Павлов, а Борис Стамболиев е член на комитета и техническо лице. Създават се акционни комитети в Бургас в състав Борис Аврамчев, Митко Аврамчев, Филип Каролев, Атанас Павлов, Атанас Боев, Владимир Трайчев; в Поморие – Колю Маринов, Петър Ванчуров, Петър Калъчев, Кирил Пенчев; Несебър – Иван Занешев, Алеко Станков, Христо Терзиев и Григор Харизанов. Разпространяват позиви културни мероприятия. През 1935 година мнозина от членовете на организацията са арестувани и осъдени. През 1936 година за кратко е възстановен ОК в състав Филип и Фана Каролеви.
ВМРО (обединена) установява контакти с Комитета за освобождение на Косово, с комунистическата Добруджанската революционна организация, с Хърватската селска партия на Степан Радич, с комунистическите партии в отделните балкански страни. Основен политически опонент е ръководената от Иван Михайлов ВМРО. След убийството на Александър Протогеров част от привържениците му се присъединяват към ВМРО (обединена).
Изградена е Македонска студентска група. ВМРО (обединена) разгръща широка дейност в 3-та революционна област (Пиринска Македония). През 1928 година е ръководена от Филип Атанасов и Христо Ампов, а към тях се присъединяват комунистите Методи Шатаров и Симеон Кавракиров, секретар до 1932 година, когато е отвлечен от ВМРО. На редица места в Пиринския край ВМРО (обединена) и БКП имат обща членска маса. През 1928 – 1929 година югославските власти разкриват и разбиват организациите ѝ във Велес, Щип, Куманово и Скопие.
През пролетта на 1933 година в софийския квартал Овча купел под ръководството на секретаря на ЦК Георги Караджов е проведена национална конференция на организацията в България. В проектираните решения на конференцията са седалището на ЦК да се премести в Солун, а за членове на новия състав на ЦК от България да бъдат избрани Симеон Касабов и Васил Ивановски. През 1933 година членът на ЦК на ГКП Андрей Чипов става лидер на ВМРО (обединена) във 2-ра революционна област (Егейска Македония), макар в района да няма учредително събрание поради натиска от страна на гръцкия режим.
През юни 1931 г. техническият секретар на Коминтерна Ото Куусинен в доклада си по националния въпрос пред Изпълнителния комитет сочи като главна слабост на секциите на Коминтерна недооценката на националния въпрос. Като ярък пример на такава грешка Куусинен изтъква заменянето на лозунга за „правото на самоопределение на народите до отделяне“ с чисто пропагандисткия лозунг за Балканска федерация на работническо-селските републики и пр. Куусинен призовава съответните компартии да обсъдят отново националния въпрос с цел „изработването на нова национална програма“ за всяка от партиите и през 1932 година ВМРО (обединена) поставя за първи път въпроса за отделна македонска нация. Така Резолюцията на Коминтерна по македонския въпрос от 1934 г. е приета и като резолюция и на ВМРО (обединена). С нея се признава съществуването на отделен македонски народ и тя е най-значителното постижение на организацията. Текстът на документа е подготвен между 20 декември 1933 година и 7 януари 1934 година от Балканския секретариат на Коминтерна. Признат е от Политическия секретариат в Москва на 11 януари 1934 и е одобрен от Изпълнителния комитет на Коминтерна. За първи път е публикуван през април в органа на ВМОРО (обединена) „Македонско дело“ под заглавие „Ситуацията в Македония и задачите на ВМРО (обединена)“. Преди това, лидерите на ВМРО (обединена) и членската ѝ маса без съмнение се самоопределят като българи. Според акад. Иван Катарджиев, смятан за най-големия специалист по история на ВМОРО и ВМРО в Скопие, не може да се поставя под въпрос българското съзнание на членовете на организацията. Той твърди, че дори онази част от ветераните на ВМРО (обединена), възприели идеите на македонизма, са останали на ниво политически сепаратизъм и на практика са продължили да се чувстват като българи до края на живота си.

## Разцепление и разпад
На първата обща редовна конференция, свикана през есента на 1929 г. в Берлин, става и официално разцепление между комунисти и национални революционери. Част от дейците на ВМРО (обединена), сред които Михаил Герджиков, Павел Шатев и Георги Занков, напускат прокомунистически ориентираната организация и на конференция в Цариград правят опит да създадат нова организация. На 19 април 1930 години двете организации подписват помирителен протокол, което обаче не довежда до сближаване. През август 1935 година българската полиция попада в следите на Областния комитет на ВМРО (обединена) в София и арестува много от дейците му. През юли 1936 година 20 члена на организацията са съдени в София, пет от тях задочно. Повечето от подсъдимите се обявяват за „македонци“ и защитават тезата, че организацията е националноосвободителна. На 21 юли Влахов и Поптомов задочно са осъдени на 12 години и половина затвор. Трима души са оправдани, а останалите са осъдени на 5 години затвор и 50 000 лева глоба. В резултат на това в края на 1936 година ВМРО (обединена) се саморазпуска, като една част от членовете ѝ се вливат в БКП, ГКП и ЮКП, а друга се оттеглят от обществена дейност или се проявяват като антикомунисти.